# مستشفى الشرطة (الجزائر)
مستشفى الشرطة أو المستشفى الوطني للشرطة هو أحد المرافق التابعة للمديرية العامة للأمن الوطني الجزائرية و وزارة الداخلية

## تاريخ
وقع رئيس الحكومة عبد العزيز بلخادم في ماي 2008 على مشروع مستشفى وطني للشرطة مع إمكانية فتح فروع له عبر عدة ولايات، في جويلية 2010 وبعد استقبال ملفات المتعاملين الراغبين في إنجاز هذ المشروع ودراستها تمت مباشرة أشغال البناء.